# ندبنک
ندبنک (انگلیسی: Nedbank) شرکت خدمات مالی و بانکداری در آفریقای جنوبی است، که در سال ۱۸۸۸ تأسیس شد.